# Vlado Vrbič
Vlado Vrbič, psevdonim U. Hrast, slovenski pisatelj, bibliotekar in publicist, * 11. september 1955, Šoštanj.

## Življenje in delo
Osnovno šolo je obiskoval v Velenju, šolanje nadaljeval na Pedagoški gimnaziji v Celju in na gimnaziji Velenje, diplomiral pa iz sociologije na Fakulteti za sociologijo, politične in novinarstvo v Ljubljani (današnja FDV).
Od leta 1988 do 2004 je bil direktor Kulturnega centra Ivana Napotnika Velenje, po reorganizaciji centra pa do leta 2021 direktor Knjižnice Velenje.
Bil je predsednik Fotokluba Zrno Velenje, prvi urednik glasil ŠŠK Rit (Šaleški študentski klub), Utrip (Zdravstveni center Velenje) in Šaleški upornik (ZZB NOB Velenje). Pod psevdonimom U. Hrast je pisal kolumne v lokalnem časopisu Naš čas, kot urednik in avtor pa je pripravil več monografskih publikacij z domoznansko vsebino. Med vidnejšimi projekti, ki jih je vodil, je zbirka osmih monografij KAJUH100 o življenju in delu partizanskega pesnika Karla Destovnika - Kajuha. Leta 2020 je izdal biografski roman o pesniku Kajuhu Prestreljene sanje. Izdal je dve knjigi krajših biografij prebivalcev Šaleške doline (Zaleščanski portreti in Sto Zaleščanskih portretov). Ukvarja se tudi s prevajanjem. Je scenarist in režiser številnih prireditev.
Med leti 1991 in 1998 je bil vodja in mentor raziskovalnih taborov v Šaleški dolini, več let je bil vodja Pikinega festivala v Velenju, med letoma 2009 in 2013 je bil član Programskega sveta Radiotelevizije Slovenije. Je soavtor grba Mestne občine Velenje.
Je prejemnik srebrne in zlate plakete ZZB NOB Slovenije ter Listine ZZB NOB Slovenije (1999 in 2017 ter 2025) in grba Mestne občine Velenje (2021).

## Izbrana bibliografija
- Velenje, monografija, Velenje: 1992, urednik.
- Velenje, monografija, Velenje: 2002, urednik.
- Cesar, Hafner, Stropnik, Vrbič, Kajuh, Velenje, 1995
- U. Hrast (V. Vrbič), Zaleščanski portreti, Velenje: 1998.
- Velenje, razprave o zgodovini mesta in okolice, Velenje: 1999, soavtor.
- D. Kljajič, V. Vrbič, Spomini rdečega kralja, Velenje: 1999, soavtor.
- Ivan Ivanji, Titov prevajalec, prevod Vlado Vrbič, 2007.
- št. 65818, dokumentarni TV film, VTV, 1995.
- Ivan Ivanji, Stalinova sablja, prevod Vlado Vrbič, 2015.
- Kajuh Zbrane pesmi, urednik, Velenje: 2015.
- Vlado Vrbič, Sto Zaleščanskih portretov, Velenje: 2016.
- Vlado Vrbič, Prestreljene sanje, Maribor: 2020.
- Vlado Vrbič, Andreja Jurkovnik, Kajuh Podobe, Maribor: 2022.